# Marcgravia mexicana
Marcgravia mexicana är en tvåhjärtbladig växtart som beskrevs av Ernest Friedrich Gilg. Marcgravia mexicana ingår i släktet Marcgravia och familjen Marcgraviaceae. Inga underarter finns listade i Catalogue of Life.